# Ommatoiulus calatravanum
Ommatoiulus calatravanum är en mångfotingart som beskrevs av Henri W. Brölemann 1902. Ommatoiulus calatravanum ingår i släktet Ommatoiulus och familjen kejsardubbelfotingar. Inga underarter finns listade i Catalogue of Life.